# Villalobar de Rioja
Villalobar de Rioja tỉnh và cộng đồng tự trị La Rioja, phía bắc Tây Ban Nha. Đô thị này có diện tích là 10,94 ki-lô-mét vuông, dân số năm 2009 là 61 người với mật độ 5,58 người/km². Đô thị này có cự ly 52 km so với Logroño.